# شهرستان هایلند (اوهایو)
شهرستان هایلند، اوهایو (به انگلیسی: Highland County, Ohio) یک سکونتگاه مسکونی در ایالات متحده آمریکا است که در اوهایو واقع شده‌است.

## نگارخانه

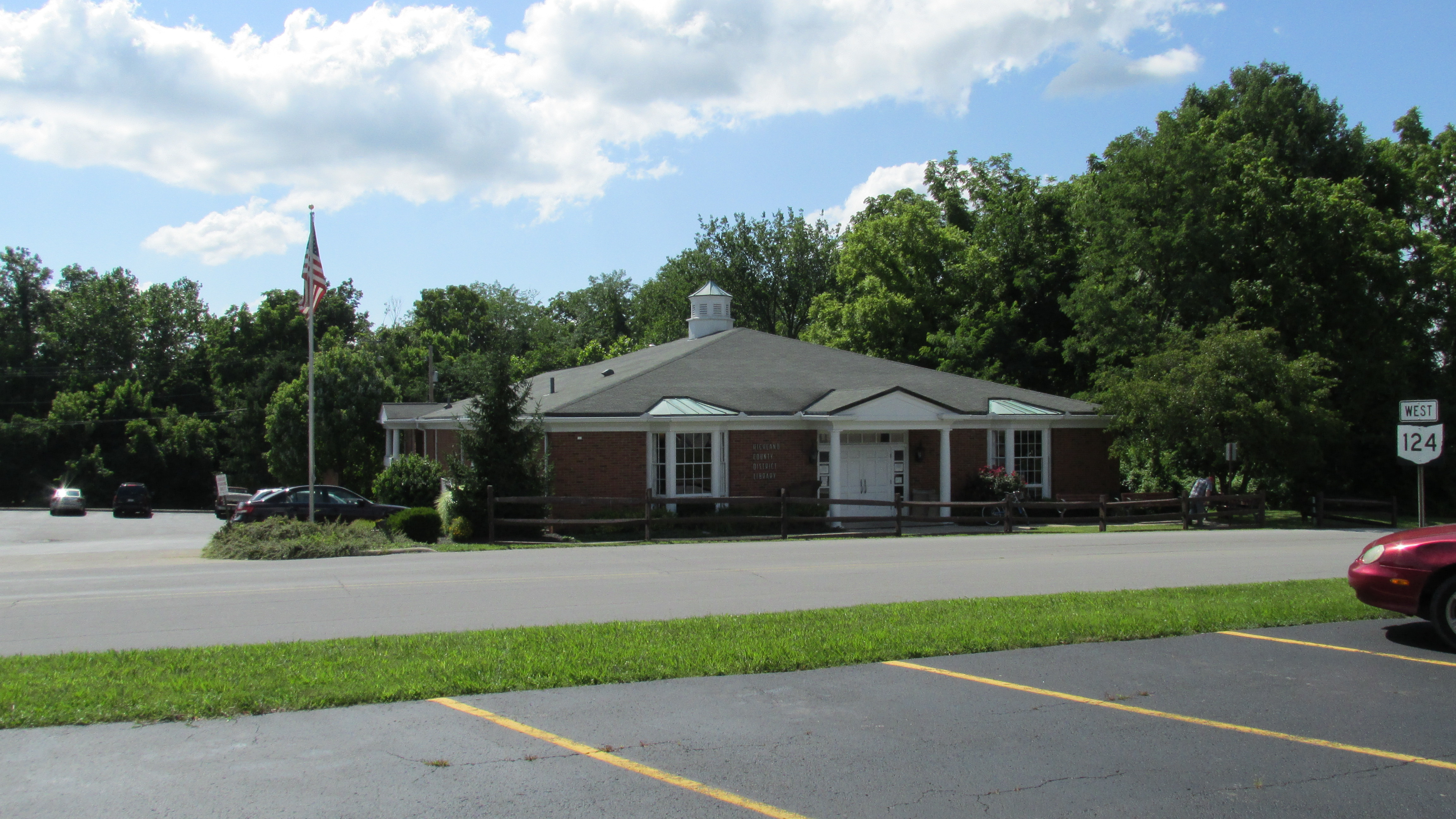
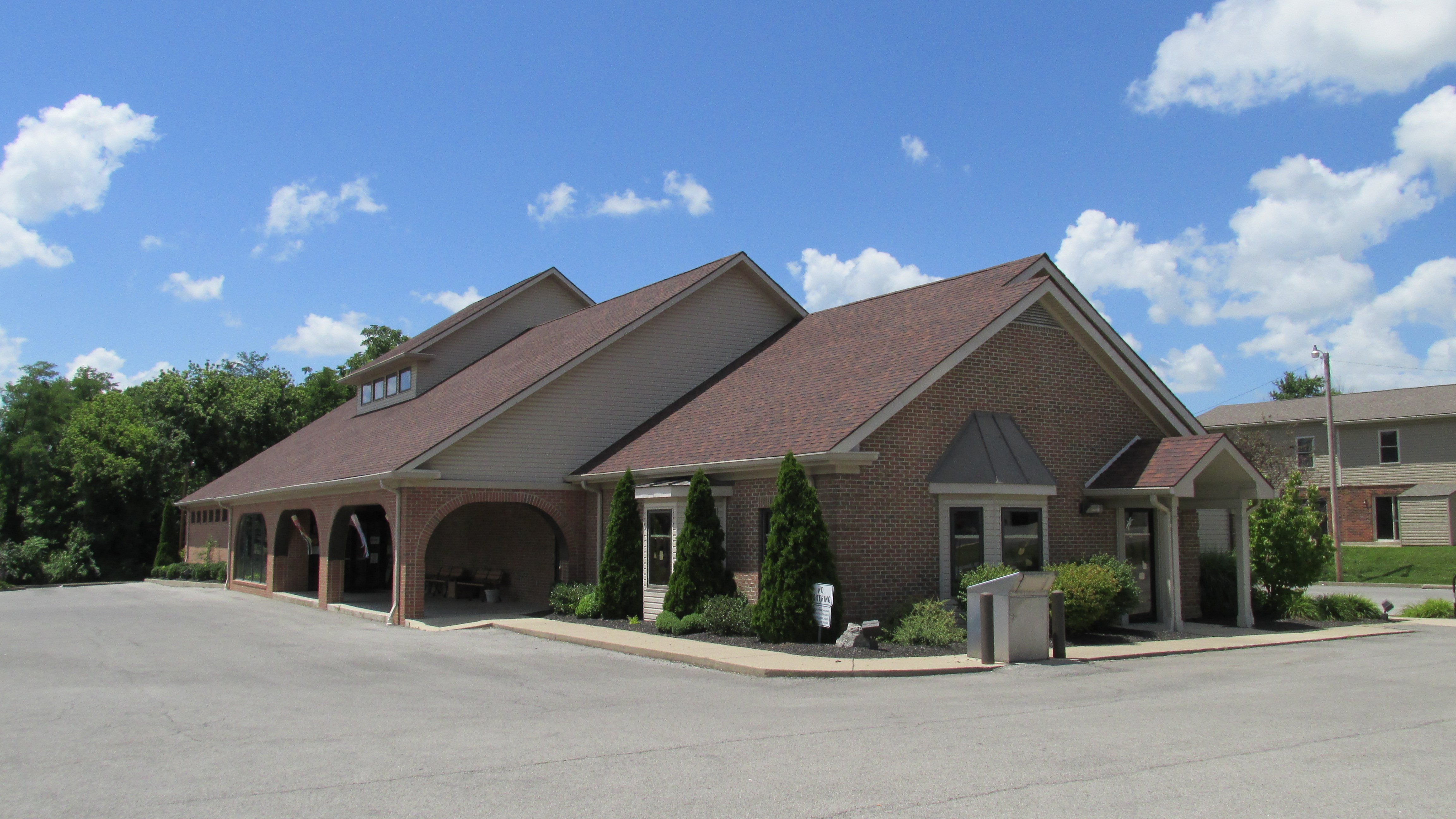
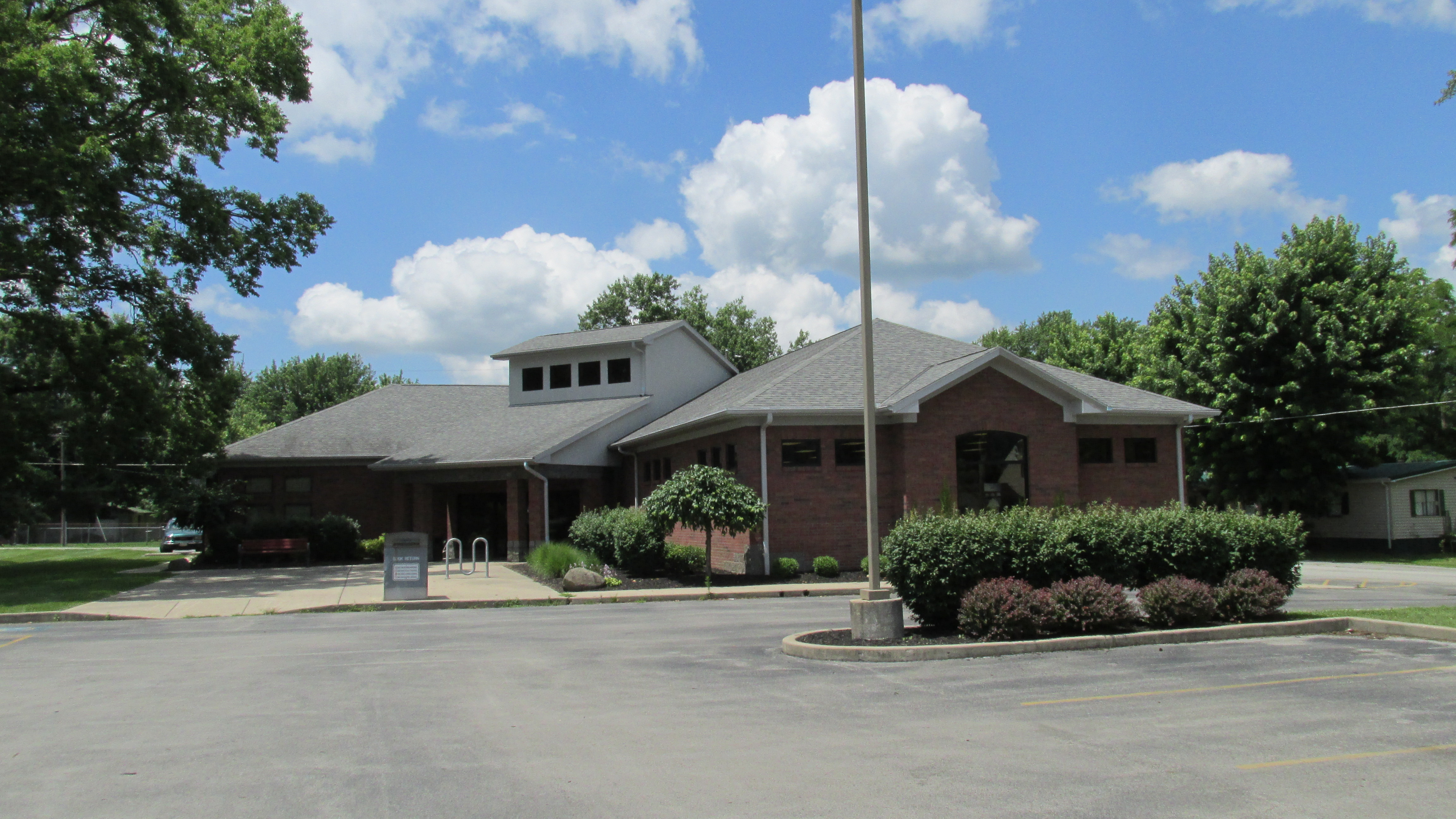
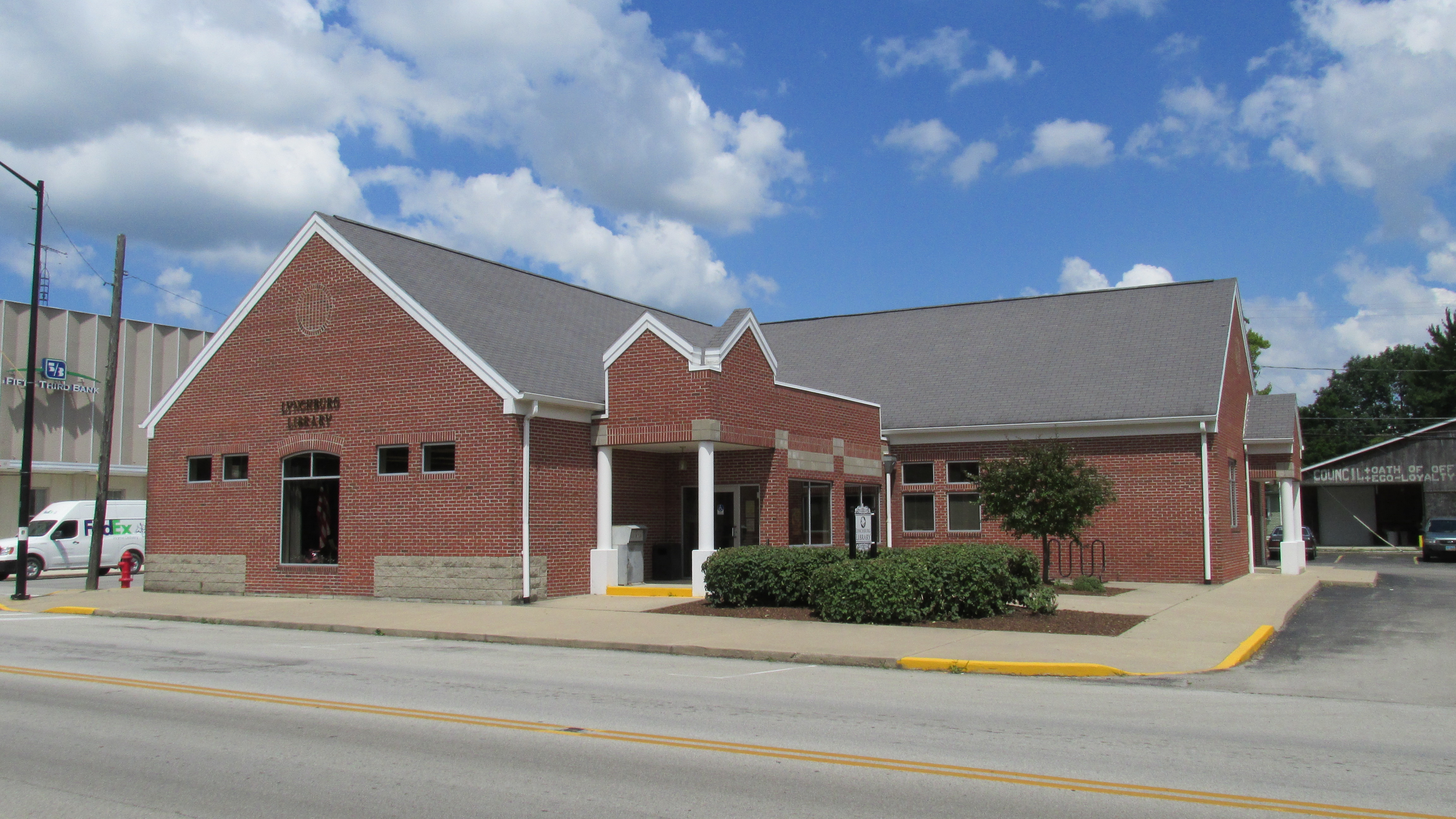